# Бомонт (Алберта)
Бомонт (енгл. Beaumont) је градић у централном делу канадске провинције Алберта, у оквиру статистичког региона Велики Калгари. Удаљен је свега 3,2 км јужно од главног града провинције Едмонтона, и 6 км североисточно од Ледука.
У непосредној близини вароши су индустријска зона Ниску и међународни аеродром Едмонтон. 
Насеље је настало 1895. као франкофона фарма а остаци француске архитектуре видљиви су и данас у централном делу вароши, где се налази и црква светог Витала саграђена 1919. године. Име насеља потиче од француских речи Beau (лепо) и mont (узвишење) а које су се односиле на малени брежуљак у средишњем делу данашњег насеља на којем се налази црква.
Према резултатима пописа становништва из 2011. у градићу је живело 13.284 становника што је за чак 48,2% више у односу на резултат пописа из 2006. године када је регистрован 8.961 становник. Бомонт је тко сврстан међу насеља са највећим растом становништва у Канади у периоду између два пописа (оних из 2006. и 2011). Сличну стопу раста Бомонт је имао и у периоду 2001. до 2006. када се број становника насеља повећао за скоро трећину.
У граду се тардиционално сваке године одржава фестивал блуз музике.

## Становништво
| 1996. | 2001. | 2006. | 2011.  | 2016.  |
| ----- | ----- | ----- | ------ | ------ |
| 5.810 | 7.006 | 8.961 | 13.284 | 17.396 |